# Cecilia Garcia-Peñalosa
Cecilia Garcia-Peñalosa, née en 1969, est une économiste espagnole chargée de recherche à l'Université d'Aix-Marseille. Elle est professeur-chercheur à l'Institute for Fiscal Studies.
Elle a été membre du Conseil d'analyse économique de 2012 à 2016, a été nommée rédactrice en chef adjointe de la European Economic Review en 2011 et est actuellement rédactrice en chef adjointe du Journal of Economic Inequality.

## Biographie
Elle a obtenu son doctorat à l'université d'Oxford au Nuffield College après une maîtrise au Corpus Christi College d'Oxford. Elle a obtenu un bachelor en économie de l'université de Cambridge. Elle a été professeure invitée à l'université libre d'Amsterdam, à l'Institut universitaire européen de Florence, à l'université de Washington, à l'université de Genève et à l'université de Munich.
À partir de 2012, elle a rejoint le Conseil d'analyse économique. Elle a été nommée pour la première fois le 13 novembre 2012 par le Premier ministre Jean-Marc Ayrault pour une durée de deux ans,. Son mandat est renouvelé de 2014 à 2016.
Elle a gagné le prix Aldi Hagenaars Memorial Award en 2009 décerné par la Luxembourg Income Study,. Ce prix est attribué chaque année à un chercheur âgé de moins de 40 ans. Elle a aussi été invitée à donner une conférence au Collège de France.
Elle est directrice d'études à l'École des hautes études en sciences sociales (EHESS),. Elle est aussi chargée de recherche à l'université d'Aix-Marseille,. Elle est professeur-chercheur à l'Institute for Fiscal Studies et est affiliée à la Banque de France,. Elle est actuellement rédactrice en chef adjointe du Journal of Economic Inequality.
De 2012 à 2016, elle était membre du Conseil d'analyse économique qui conseille le Premier ministre,. Elle a aussi travaillé pour la Commission européenne de 2012 à 2014 en tant que consultante sur des questions de marché du travail.
Parmi les économistes en France, elle est la 63e économiste la plus citée selon le site IDEAS/RePC et la première femme.

## Recherche
Ses recherches portent sur la croissance économique, les inégalités de revenu et les inégalités homme-femme,. Elle a publié des articles dans le Journal of Economic Literature, Economic Policy, le Journal of Development Studies, et le Journal of Development Studies,,.
En tant que chercheuse pour le Conseil d'analyse économique, elle a écrit des rapports sur les inégalités de salaires entre femmes et hommes,. Elle s'est aussi intéressé à la mobilité internationale des talents,. Enfin, une autre partie de sa recherche interroge la dynamique des salaires en temps de crise.
Ses recherches ont été citées dans plusieurs quotidiens généralistes et sites, notamment Le Figaro, The Economist, Le Monde, France-Soir, Les Échos et TV5 Monde,,,,,. Elle participe à la rédaction, en 1999, d'un article sur les inégalités dans le Journal of Economic Literature.

## Distinctions
- 2025 : Médaille d'argent du CNRS[31]